# سيلينيت الفضة
سيلينيت الفضة هو مركب لاعضوي صيغته Ag2SeO3، ويوجد في الشروط القياسية على شكل صلب بلوري أبيض.

## التحضير
يمكن أن يحضر المركب من تفاعل حمض السيلينوز مع نترات الفضة؛ كما يمكن أن يتم التفاعل انطلاقاً من تفاعل نترات الفضة مع السيلينيوم في محلول مائي:
{\displaystyle {\ce {3 Se + 6AgNO3 + 3H2O -> 2Ag2Se + Ag2SO3 + 6 HNO3}}}

## الخواص
يوجد المركب في الشروط القياسية على شكل صلب بلوري أبيض اللون، وهو صعب الانحلال في الماء.
تتبع بلورات المركب النظام البلوري أحادي الميل والزمرة الفراغية P21/c.

## الاستخدامات
يستخدم المركب كمادة بادئة للحصول على مركبات متعلقة مثل سيلينيد الفضة، وكذلك على حمض السيلينيك وذلك وفق التفاعل:
{\displaystyle {\ce {Ag2SeO3 + Br2 + H2O -> H2SeO4 + 2AgBr}}}